# Prozess gegen Andrei Sinjawski und Juli Daniel
Der Sinjawski-Daniel-Prozess (russisch Процесс Синявского и Даниэля / Prozess Sinjawskogo i Danielja, wiss. Transliteration Process Sinjavskogo i Daniėlja; engl. Sinyavsky–Daniel trial) war ein sowjetischer Schauprozess im Februar 1966 in Moskau, der gegen die russischen Schriftsteller Andrei Sinjawski (1925-1997) und Juli Daniel (1925-1988) stattfand. Die beiden wurden unter dem Vorwurf der antisowjetischen Agitation sowie wegen Propaganda und Veröffentlichung ihrer satirischen Schriften im Ausland verurteilt. Sie wurden zu sieben bzw. fünf Jahren Haft in Arbeitslagern des strengen Regimes verurteilt.

## Kurzeinführung
Der Schriftsteller Andrei Sinjawski hatte unter dem Namen Abram Terz seit 1959, der Schriftsteller Juli Daniel unter dem Pseudonym Nikolai Arschak seit 1961 seine Werke im Westen veröffentlicht, was das Interesse des KGB auf sie lenkte. 
Nachdem die Identität der unter Pseudonymen versteckten Autoren festgestellt und ihre Wohnungen heimlich durchsucht worden waren, wurde beschlossen, sie zu verhaften. Andrei Sinjawski und Juli Daniel wurden im September 1965 verhaftet. Leonid Breschnew war nicht von der Notwendigkeit eines Prozesses gegen die Schriftsteller überzeugt, wurde aber von Konstantin Fedin, dem damaligen Präsidenten des Schriftstellerverbandes der UdSSR, der von Andrei Sinjawski in einem seiner Essays kritisiert wurde, dazu gedrängt.
Den Schriftstellern wurde vorgeworfen, unter einem Pseudonym zu schreiben und ihre Werke im Ausland zu veröffentlichen, zu versuchen, den Marxismus zu revidieren, sich gegen die führende Rolle der Partei in der russischen Kultur auszusprechen und den Kommunismus als neue Religion zu bezeichnen. Den Anklägern zufolge haben die Autoren gegen Artikel 70 des Strafgesetzbuchs der RSFSR verstoßen. Die öffentlichen Ankläger in dem Prozess waren zwei Vertreter des Schriftstellerverbandes der UdSSR: A. Wassiljew und S. Kedrina. 
Noch vor Beginn des Prozesses, am 22. Januar 1966, veröffentlichte Kedrina einen Text in der Literaturnaja gaseta, in dem sie Sinjawski und Daniel mit dem Protagonisten von Fjodor Dostojewskis Die Brüder Karamasow verglich – Smierdjakow, einer äußerst abstoßenden Figur. 
Der Prozess war der erste in der UdSSR, bei dem Autoren offen für ihre Werke strafrechtlich zur Verantwortung gezogen wurden. Die Behörden betrachteten den Fall Sinjawski und Daniel als Warnung an die Künstlergemeinschaft, die aufgrund des Chruschtschow-Tauwetters zu viel Freiheit hatte.
Hélène Zamoyska, die den Schriftstellern geholfen hatte, schrieb: Der Vorwurf, im Ausland antisowjetische Propaganda zu verbreiten, ist nur ein Vorwand, der einer Überprüfung nicht standhalten kann: Hätte er eine Grundlage, hätten die westlichen Kommunisten, die die verurteilten Werke gelesen haben könnten, es nicht versäumt, sie lange Zeit zu stigmatisieren und gegen das Urteil zu protestieren.
Der Prozess war öffentlich, ausländische Korrespondenten waren im Gerichtssaal anwesend – man hoffte, dass die Angeklagten sich schuldig bekennen würden, aber sie blieben hartnäckig. Dies lehrte die Behörden in der UdSSR, keine offiziellen Anschuldigungen gegen Schriftsteller wegen ihrer Arbeit zu erheben – fortan wurden andere Anschuldigungen verwendet, z. B. wurde Joseph Brodsky wegen Parasitismus verurteilt. 
Andrei Sinjawski wurde zu 7 Jahren in einem Hochsicherheits-Gulag verurteilt, Juli Daniel zu 5 Jahren. Die Protokolle des Prozesses gegen die beiden Schriftsteller wurden vom Literaturinstitut in Paris als Buch veröffentlicht. Russische Dissidenten, darunter Alexander Ginsburg (1936-2002), stellten das so genannte Weißbuch des Prozesses zusammen, das an alle Abgeordneten des Obersten Sowjets der UdSSR und an den KGB geschickt sowie im Samisdat und im Westen veröffentlicht wurde. Für die Vorbereitung dieser Publikation wurde Ginsburg 1967 zu fünf Jahren Gulag verurteilt. Am 12. September 1970 wurde Juli Daniel nach Verbüßung seiner gesamten Haftstrafe entlassen. Gegen ihn wurde jedoch ein Niederlassungsverbot in Moskau verhängt. Andrei Sinjawski wurde Anfang 1971 entlassen. 1973 durfte er die UdSSR verlassen – er emigrierte nach Paris. Der Prozess gegen Sinjawski und Daniel war ein Wendepunkt in der Geschichte der UdSSR. Die Öffentlichkeit brachte ihren Widerstand gegen die Maßnahmen der Behörden immer deutlicher zum Ausdruck, und Samisdat-Publikationen fanden immer größere Verbreitung. Dank der Kontakte zu den westlichen Journalisten, die während des Prozesses in Moskau anwesend waren, wurde es für russische Künstler einfacher, ihre Werke ins Ausland zu bringen. Sie wurden im Westen auf Russisch veröffentlicht und als so genanntes Tamisdat in die UdSSR geschmuggelt.

## Proteste
Der Prozess löste große Proteste im Inland und im Westen aus. Bereits nach der Verhaftung der Schriftsteller schickten 62 Intellektuelle einen Brief an das Präsidium der KPdSU, in dem sie gegen ihre Verhaftung protestierten (Brief der 62; russisch Письмо 62-х). In dem Schreiben wurde die Freilassung der Verfasser gegen Kaution gefordert. Zu den Unterzeichnern dieses Aufrufs gehörten Wladimir Woinowitsch, Kornei Tschukowski, Ilja Ehrenburg, Viktor Schklowski, Bulat Okudschawa und Arseni Tarkowski. Petitionen für die Freilassung von Sinjawski und Daniel wurden unter anderem vom PEN-Club und einzelnen Autoren wie W. H. Auden, Hannah Arendt, William Styron, Heinrich Böll, Günter Grass und Philip Roth eingereicht. Louis Aragon und Jean-Paul Sartre äußerten in L’Humanité ihre Sorge um das Schicksal der Schriftsteller. Auch Kommunisten aus Skandinavien, Großbritannien, Italien, Frankreich und den Vereinigten Staaten verurteilten den Prozess. 

Auf dem XXIII. Parteitag der Kommunistischen Partei der Sowjetunion im Jahr 1966 hielt Michail Scholochow eine Rede, in der er bedauerte, dass die Schriftsteller der Todesstrafe entgangen waren. Als Reaktion auf diese Rede sandte Lidia Tschukowskaja einen offenen Brief an Scholochow und forderte die Freilassung der verurteilten Schriftsteller. Sie schrieb, dass die Geschichte seine schändliche Rede nicht vergessen werde und sich an ihm rächen werde: 

„Die Literatur selbst wird Sie zur Höchststrafe verurteilen, die es für einen Künstler gibt: zur künstlerischen Impotenz. Und keine Ehrerweisungen, kein Geld, keine vaterländischen oder internationalen Preise werden dieses Urteil rückgängig machen.“